# Automatic Volume Limiter System
Das Automatic Volume Limiter System (AVLS) ist eine elektronische Lautstärkebegrenzung für portable Geräte, die i. d. R. mit Kopf- oder Ohrhörern genutzt werden. AVLS dient dazu, das Gehör vor Schäden durch verschiedene Aufnahmelautstärken zu schützen.
Um das Gehör zu schützen, wird In der Grundeinstellung eines Geräts mit AVLS die Ausgangslautstärke am Kopfhörerausgang limitiert, auch wenn der Lautstärkeregler auf Maximalausschlag gestellt wird. Will der Nutzer dennoch noch lauter stellen, muss er zuerst manuell das AVLS abschalten. Dieses System soll vor Gehörschäden schützen. Das System wurde unter diesem Namen seit der 1. Hälfte der 1990er Jahre vertrieben.
AVLS wird v. a. in portablen Geräten wie Minidisc-Playern (z. B. von Sony oder Aiwa) und in Walkmans eingesetzt.